# 1836년 미국 하원의원 선거
1836년 미국 하원의원 선거는 1836년 미국에서 치러진 하원의원 선거이다.

## 선거 결과
| 정당       | 의석수 |
| ---------- | ------ |
| 민주당     | 128석  |
| 휘그당     | 100석  |
| 반메이슨당 | 7석    |
| 연방무효당 | 6석    |
| 무소속     | 1석    |
| 합계       | 242석  |